# Лепе
Лепе (ісп. Lepe) — муніципалітет в Іспанії, у складі автономної спільноти Андалусія, у провінції Уельва. Населення — 26 763 особи (2010).
Муніципалітет розташований на відстані близько 460 км на південний захід від Мадрида, 22 км на захід від Уельви.
На території муніципалітету розташовані такі населені пункти: (дані про населення за 2010 рік)
- Ла-Антілья: 1571 особа
- Ла-Барка: 14 осіб
- Ель-Каталан: 0 осіб
- Лепе: 24069 осіб
- Пінарес-де-Лепе: 301 особа
- Іслантілья: 733 особи
- Ель-Террон: 75 осіб

## Демографія
Динаміка населення (INE ):

## Галерея зображень

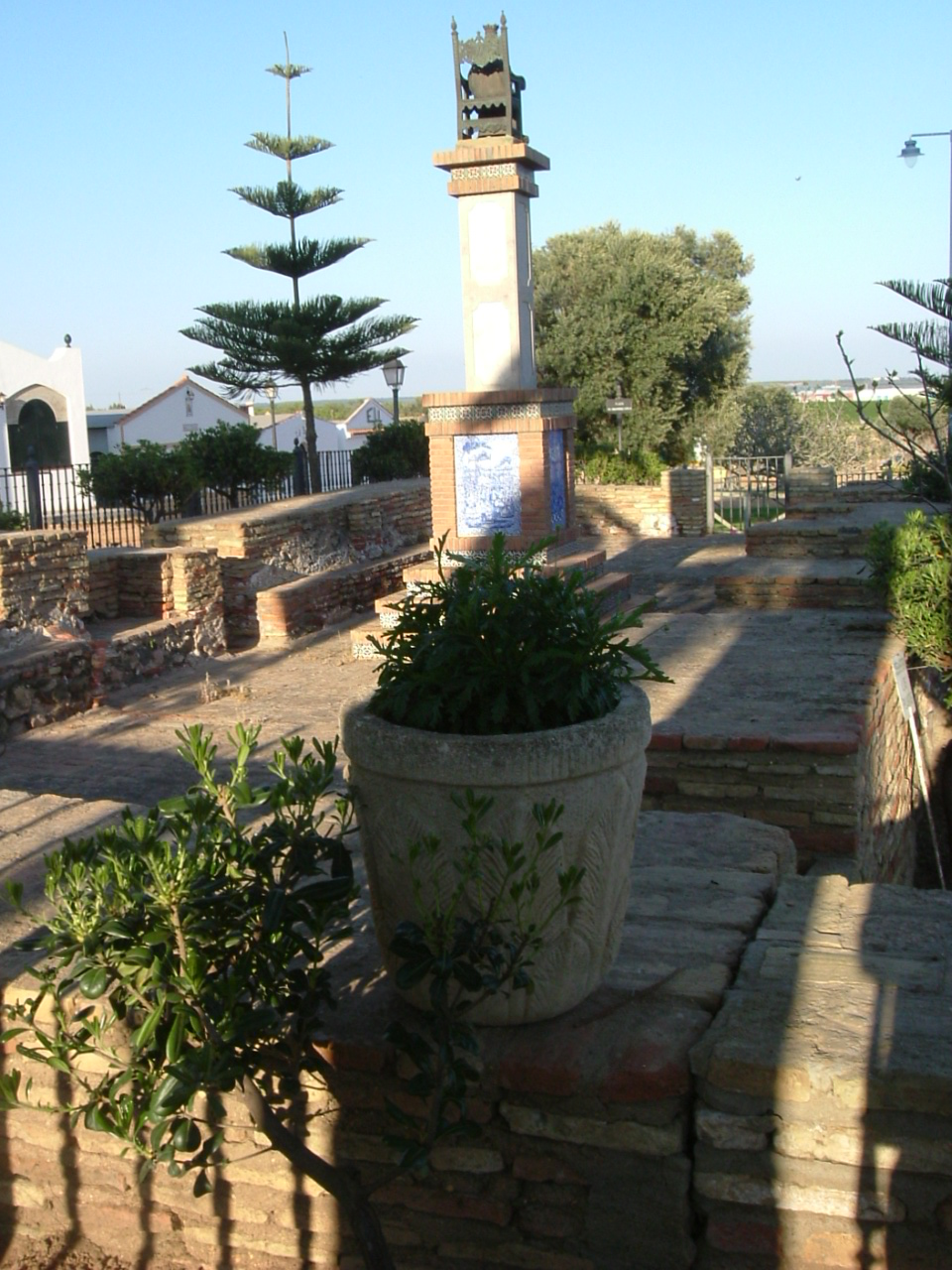
Руїни францисканського монастиря